# Duba-Jurt
Duba-Jurt (ros. Дуба-Юрт) – wieś w Rosji, w Czeczenii, w rejonie szalińskim. W 2010 liczyła 6315 mieszkańców.